# 赵志浩
赵志浩（1931年11月20日—），山东龙口人，中华人民共和国政治人物。

## 生平
1931年11月20日，赵志浩出生在山东省黄县（今龙口市）。
1958年，任滕县第三中学校长。1960年，升任中共滕县（今滕州市）县委宣传部副部长。1973年，任中共滕县县委常委兼副书记。1980年，任中共汶上县委书记。1983年，任中共山东省委副秘书长兼办公厅主任。1988年，升任山东省人民政府副省长。
1989年，任山东省人民政府省长。1994年，任中共山东省委书记兼省长。1996年，任山东省人大常委会主任。